# Bad Laubach am Rhein
Bad Laubach am Rhein (zeitgenössisch: Bad Laubbach) war eine 1841 eröffnete Kaltwasser-Heilanstalt nach dem Prießnitzschen System, später umgewandelt in eine Wasser-Heilanstalt für physikalische Heilmethoden. Im Jahr 1901 wurde sie – zuletzt als Lungensanatorium – geschlossen. Sie lag am Ausgang des Laubachtals in Koblenz.

## Laubach
Der Laubach wurde urkundlich bereits im 11. Jahrhundert als Loipach und später meist als Loubach, Loybach oder auch Lauffbach erwähnt. Der Name leitet sich nicht von Laub-Bach ab, sondern von Loh, was hier zu deuten ist als kleiner, sanft fließender Bach, der aus einem lichten Wäldchen kommt.
Er wurde früher vor allem durch die beiden aus dem Stadtwald zufließenden Bäche Brückbach und Dörrbach gespeist und mündete direkt am Talausgang in den Rhein. Heute erhält er sein Wasser nur noch vom Dörrbach sowie aus der Quelle des Kaltenbornsbrünnchens und wird über die unterirdische Kanalisation in den Rhein geleitet. Im 13. Jahrhundert befand sich ein Siechhaus im Laubachtal, das Koblenzer Einwohner mit ansteckenden Krankheiten aufnahm und später in ein 2 km südlich gelegenes Tal – dem heutigen Siechhaustal – verlegt wurde. 1484 wurde erstmals eine Richtstätte am Ausgang des Laubachtals erwähnt. Die von dem Koblenzer Gericht zum Tode Verurteilten wurden hier enthauptet, verbrannt oder aufgehängt. Das von Eisgang hervorgerufene große Hochwasser im Februar 1784 riss den Galgen dann fort, und er wurde in der Stadt selbst neu aufgestellt. 1582 erhielten die Mönche aus dem Karthäuser Kloster die Genehmigung zur Errichtung der Laubachmühle. 1750 wurde eine zweite, etwas oberhalb gelegene Obermühle erwähnt. Noch in den 1820er Jahren betrieben in den Sommermonaten beide Mühlenbesitzer zusätzlich kleine Schankwirtschaften.

## Heilanstalt
Am 29. Februar 1840 fand mit 32 Aktionären die Generalversammlung der Wasser-Heil-Anstalts-Gesellschaft auf der Laubach bey Coblenz statt; das Aktienkapital betrug 16.000 Taler. Am 24. März 1840 wurde der Gesellschaftervertrag unterzeichnet und der Ehrenbreitsteiner Arzt Wilhelm Petri zum ärztlichen Leiter der Anstalt berufen. Zwischen 1840 und 1841 wurden nach den Plänen von Ferdinand Nebel die ersten zwei Gebäude errichtet: Das große Kurhaus (auch Kursaalgebäude) entstand in etwa auf den Grundmauern der Laubachmühle,  daneben ein  Wohnhaus nur für weibliche Kurgäste. 1843 wurde gegenüber das kleine Kurhaus (auch Kolonnadenbau) mit einer Wandelhalle errichtet. Bis 1865 entstanden noch weitere fünf Gebäude bzw. bereits bestehende wurden angekauft. Die Bauleitung lag nun bei Hermann Nebel. In den 1840er Jahren war die Anstalt für 50 Patienten ausgelegt, später konnten bis zu 200 aufgenommen werden. Mit dem Kaltwasser wurden vor allem Arthritis, Rheuma, Haut- und Nervenkrankheiten behandelt. 1854 erfolgte die Umbenennung in Kaltwasser-Heilanstalt im Laubbachsthale bei Coblenz und eine Erhöhung des Stammkapitals auf 32.000 Taler. Mitte der 1860er Jahre wurden an manchen Tagen bis zu 140 Patienten versorgt, und aufgrund der durchweg beheizten Gebäude konnte die Anstalt sogar ganzjährig betrieben werden. Diese hohe Auslastung ermöglichte die Auszahlung einer 12-prozentigen Dividende. Noch 1874 zählte Laubach zu den 50 empfehlenswertesten Kaltwasserheilanstalten in Deutschland, Österreich und der Schweiz.  Mit dem Fortgang von Schüller setzte jedoch der Niedergang ein und 1881 wurde die Aktiengesellschaft liquidiert.
Im Frühjahr 1882 erwarb der bisher als Kurarzt in Baden-Baden tätig gewesene Heinrich Averbeck (1844–1889) das gesamte Anwesen, das er zur ersten deutschen Wasserheil- u. Kuranstalt für sämtliche Physikalische Heilmethoden umbaute. Die umfassend modernisierte Kuranstalt führte fortan den Namen Bad Laubbach am Rhein. Es gab Türkische Bäder und Russische Dampfbäder zur Durchführung der Thermotherapie, spezielle Räume für Inhalationstherapien, Elektrotherapien, Heilgymnastik und Massagen. Des Weiteren wurden Trauben- und Molkenkuren sowie verschiedene diätetische Maßnahmen angeboten. Für die Freizeitbeschäftigung der Kurgäste wurde der die Anstalt umgebene Park auf 42 Morgen (etwa 10 Hektar) erweitert, und es gab einen Billard-, Lese-, Damen- und Musiksaal sowie eine überdachte Kegelbahn. Die Anstalt erhielt insgesamt wieder einen großen Zuspruch, doch Averbecks früher Tod machte den Aufschwung schnell wieder zunichte. Seine beiden Nachfolger blieben nicht lange in Bad Laubach, so dass die Anstalt meist nur noch im Sommer geöffnet wurde und von 1895 bis 1897 sogar ohne leitenden Arzt war. Schließlich verkaufte die Familie Averbeck im Jahr 1897 die drei Hauptgebäude (großes und kleines Kurhaus sowie ein Nebengebäude) an Wilhelm Achtermann, der dort eine Lungenheilanstalt betrieb. Achtermanns Erkrankung führte dann aber zum endgültigen Aus und Bad Laubach wurde als Heilanstalt in der ersten Hälfte des Jahres 1901 geschlossen. Neuer Besitzer wurde Ernst Kunzmann aus Frankfurt, der dort bis 1903 das Kurhotel Bad Laubbach am Rhein führte. Anschließend erwarb der Kaufmann Carl August Rittershausen aus Barmen das gesamte Anwesen, das jedoch bereits Ende 1903 zwangsversteigert wurde und über weitere Privateigentümer letztlich in den Besitz der Stadt Koblenz gelangte.
Der Koblenzer Stadtrat beschloss 1917 eine Ferienhalbtagskolonie für etwa 400 erholungsbedürftige Kinder in Bad Laubach zu errichten. Gelder für den Umbau wurden bewilligt und erste Umbauten durchgeführt. Doch schon im Februar 1918 wurde das Projekt aufgegeben. Letztlich nutzte die Stadt das Anwesen zu Unterbringung minderbemittelter Bürger. Bereits Ende der 1920er Jahre waren die Gebäude in einem so schlechten Zustand, dass die meisten Bewohner in andere städtische Gebäude umziehen mussten. Aufgrund der großen Wohnungsnot nach dem Zweiten Weltkrieg wurde Bad Laubach dann wieder zur Unterbringung notdürftig hergerichtet. In den 1950er Jahren erfolgte der Umzug der Bewohner in die neuen Siedlungen In den Mittelweiden, Am Fort Konstantin und Unterer Asterstein. Ende der 1960er Jahre wurde die Bundesstraße 327 vom Hunsrück über eine große Hangbrücke durch das Laubachtal zur Südbrücke verlegt und alle Gebäude der ehemaligen Heilanstalt Bad Laubach bis auf das große Kurhaus abgerissen. Es handelte sich dabei um einen dreigeschossigen, fünfachsiger Baukubus, auf den Schmalseiten von zweistöckigen, dreiachsigen Flügeln flankiert. Das Erdgeschoss öffnete sich mit großen, rundbogigen Fenstertüren zum Park hin. Ein rings umlaufender Stockgurt fasste die drei Bauteile zusammen. Der noble Repräsentationsbau war Höhepunkt des späten Klassizismus am Mittelrhein. Letztlich wurde besonders auf Drängen der Forstverwaltung auch dieses Gebäude im Dezember 1981 abgetragen.
Zur Wasserversorgung der Heilanstalt wurden die Petri-Quelle unterhalb des Geiskopfes und das Kaltenbornsbrünnchen genutzt. Das Wasser wurde mittels unterirdischen Leitungen zur Anstalt gebracht. Zur Druckerhöhung gab es bereits 1841 einen Hochbehälter, der 1882 an den Karthäuser Affenberg verlegt wurde.
Um den Kurgästen den weiten Weg zum sonntäglichen Gottesdienst in der Koblenzer Liebfrauenkirche zu ersparen, wurde 1848 die Dreifaltigkeitskapelle erbaut.

## Leitende Ärzte
- 1840–1872 Wilhelm Petri (1805–1872)
- 1873–1875 Maximilian Schüller (1843–1907)
- 1875–1880 Adolph Mäurer (1839–1901)
- 1880–1881 Gustav Loeillot de Mars (1845–1904)
- 1882–1889 Heinrich Averbeck (1844–1889)
- 1889–1891/92 Wilhelm Gittermann (1856–1919)
- 1892–1895 Paul Grosch (1861–1923)
- 1895 bis Anfang 1897 war die Anstalt ohne leitenden Arzt
- 1897–1901 Wilhelm Achtermann (1851–1901)

## Bekannte Kurgäste
- Adolf Tellkamp (1798–1869)
- David Hansemann (1790–1864)
- Friedrich Oetker (1809–1881)
- Charlotte von Hagn (1809–1891)
- Gustav Evers (1809–1859)
- Fritz Reuter (1810–1874)
- Hermann von der Hude (1811–1858)
- Max Haniel (1813–1887)
- Gisbert von Vincke (1813–1892)
- Franz Jacob Clemens (1815–1862)
- Rudolf Kögel (1829–1896)
- Ernst Scherenberg (1839–1905)
- Arnold von Salis (1847–1923)
- Lothar Bucher (1817–1892)